# Кафић Џој у Нишу
Кафић Џој, оригиналног имена „Joy” био је култни и један од првих кафића отворених у Нишу 80-их година 20. века. Налазио се у Душановој улици и био је омиљено место окупљања младих Нишлија, као и музичара из свих крајева тадашње Југославије који су долазили у град. Последњи дани постојања овог кафића били су 30. и 31. децембар 1988. године, а затворен је уз свирку групе Леб и сол.

## Историја
Кафић Џој отворен је у пролеће 1982, као један од првих кафића у Нишу. Према речима једног од некадашњих власника, име „Joy” добио је по дискотеци у Палма де Мајорци, коју је видео на летовању, па је хтео “да свет доведе у Ниш”. Нишка омладина се тада из Хипи долине преселила у „Џој”. Власници су били Јован Мандић и Љуба Бојовић. Јован Мандић потиче из старе нишке угоститељске породице, у чијем власништву је чувена кафана „Американац”.
Последњи дани „Џоја” били су 30 и 31. децембар 1988. Предпоследњег дана, 30. децембра, свирали су бендови Леб и сол и Кербер, а у кафићу се окупило неколико стотина људи, далеко више него што је локал могао да прими у уобичајеним околностима.

## О кафићу
| Нишки писац и песник Звонко Карановић писао је да је „Џој” био планета за себе - место ауре доброг расположења и добрих вибрација, као и да је био локал који је спојио елитизам и популизам: „’Џој’ нас је у тим раним осамдесетим бар за једну деценију повукао напред, ближе неону и светлима, ближе цивилизацији која се захуктавала у електричну еру. Можда посетиоци ’Џоја’, а била је то у почетку релативно стална поставка, нису ни били свесни те јаке космополитске везе простора и њих самих са светом. У то романтично време, када су се људи дружили на основу заједничких интересовања и сличних погледа, све се чинило лаким и могућим”. Према његовим речима, тадашњи стил живота младих рефлектовао се кроз овај култни кафић. Зато „Џој” и даље „егзистира као лозинка у усменој градској причи, као симбол једног времена, много безбрижнијег и романтичнијег, као лозинка оних који су имали срећу да уграбе неко парче ’златхих осамдесетих’”. |

Од самог почетка кафић се одликовао иновацијама. Имао је прву неонску рекламу у граду, дозере и кафемат, озвучење од 200 вати и музику са цд плејера. У њему су се служили први еспресо и тост сендвичи. У „Џоју” се није служило пиво, које се тада сматрало „пићем алкохоличара”, већ су се пила различита жестока пића, најчешће у комбинацији са Кока-колом (шток-кола, рум-кола). У локалу је могло да се смести само 150 гостију, па је петком и суботом испред кафића била толика гужва да је Душанова улица често била блокирана.
У време када је настао „Џој је, представљао прекретницу у начину живота младе генерације која се у њему окупљала, слушала добру музику и дружила са познатим уметницима који су током боравка у Нишу обавезно посећивали овај кафе. У „Џоју” су се окупљали и сви таташњи југословенски рок музичари који су тих година свирали у Нишу. Све културне манифестације, међу којима су и Филмски сусрети, књижевне и сликарске колоније, биле су повезане са овим кафићем.

## Занимљивости
Када се „Џој” отворио конзервативна нишка јавност називала га је „убицом корзоа”, а градске власти су покушале званичном уредбом да забране страна имена локала, као што је „Joy”.
У „Џој” су долазили чланови група Идоли, Прљаво казалиште, Парни ваљак, Аеродром, Психомодо поп, као и Ђорђе Балашевић и многи други музичари.
Последња ноћ у овом кафићу остала је запамћена по броју гостију који су тада дошли. Иако је локал примао 150 људи, унутра их је било 300-400. На самом крају вечери пиће није наплаћивао. Последњег дана, 31. децембра, гостима је дозвољено да свако узме неки сувенир, па су однели све, од посуђа до намештаја и по речима некадашњег власника дословно „размонтирали кафић”.

## Социолошки утицај
У време када је постојао, „Џој” је био једно од најважнијих културних места на којима су се окупљали млади у Нишу и које им је обележило тај важан период у животу. Временом је постао урбана легенда града, симбол нишких осамдесетих и сведок времена које је нестало. Тридесет година пошто је затворен, овај кафић и даље представља културолошко-социолошки феномен.
О нишком кафићу „Џој” снимљен је документарни филм „Урбана легенда Џој”, нишког аутора и редитеља Дејана Дабића. Крајем маја 2012. у Нишком културном центру обележен је 30. рођендан „Џоја”. На прослави је приказан Дабићев филм и организован је разговор о социолошко-културолошком феномену кафића, посматраном са психолошког и социолошког аспекта. Програм је праћен музиком нишких бендова и изложбом фотографија познатог нишког фотографа Душана Митића Цара.